# Kabaty (métro de Varsovie)
Kabaty est une station de la ligne 1 du métro de Varsovie, située dans le quartier Ursynów. Inaugurée le 7 avril 1995, la station dessert Aleja Komisji Edukacji Narodowej (pl) (avenue de la Commission de l'éducation nationale) et Ulica Wąwozowa (pl).

## Description
La station de plain-pied est d'une largeur de 10m pour 120m de long. L'arc de la station est décoré dans des tons blancs, gris-bleu. Dans cette station, se trouvent des points de vente de tickets, des guichets automatiques bancaires, des toilettes et un défibrillateur.
Cette station est la première de la ligne 1 du métro de Varsovie dans le sens sud-nord, suivie alors de la station Natolin, et sert de terminus dans le sens nord-sud.

## Situation sur la ligne 1 du métro de Varsovie

Position de la station Kabaty sur la ligne 1.